# Lecythidaceae
Lecythidaceae er en familie med ca. 25 slægter og 310 arter, som er udbredt i de tropiske dele af Afrika og Amerika. De er oftest træer med skruestillede blade i totter ved skudspidserne, men bladene kan også sidde toradet op langs stammen. Bladene har bittesmå stilke og mere eller mindre savtakkede bladrande. Blomsterne er ofte store og har frie kronblade (eller kronbladlignende blosterblade). De talrige (op til 1.200) støvdragere er frie til let sammenvoksede.
| Slægter |

- Abdulmajidia
- Allantoma
- Asteranthos
- Barringtonia
- Bertholletia
- Careya
- Cariniana
- Chydenanthus
- Corythophora
- Couratari
- Couroupita
- Crateranthus
- Eschweilera
- Foetidia
- Grias
- Gustavia
- Lecythis
- Napoleonaea
- Petersianthus
- Planchonia
- Brazzeia
- Oubanguia
- Pierrina
- Rhaptopetalum
- Scytopetalum